# Amynteo
Amynteo (tiếng Hy Lạp: ?) là một khu tự quản ở vùng Tây Makedonías, Hy Lạp. Khu tự quản Amynteo có diện tích 589 km², dân số theo điều tra ngày 18 tháng 3 năm 2001 là 18357 người.